# Комсомольский (Аргаяшский район)
Комсомольский — посёлок в Аргаяшском районе Челябинской области. Входит в состав Худайбердинского сельского поселения.
Поселок основан примерно 1937 году при комсомольском отделении совхоза «Худайбердинский».

## География
Расположен в северной части района. Расстояние до районного центра, села Аргаяш, 10 км, до центра сельского поселения поселка Худайбердинский — 7 км.

## Население
| 2002 | 2010 |
| ---- | ---- |
| 123  | ↘95  |

(в 1995 — 124)

## Улицы
- Степная улица
- Степной переулок